# Lariks-wilgenroest
De lariks-wilgenroest (Melampsora caprearum) is een roestschimmel in de familie Melampsoraceae. Het is een biotrofe parasiet die voorkomt op Salix. Deze roestschimmel kent vijf soorten sporen. Aeciosporen, urediniosporen en teliosporen worden geproduceerd op wilgen (Salix), de andere twee (spermatiën en basidiosporen) op lariks (Larix). De laatste twee zijn onopvallend en worden in het vroege voorjaar op lariks gevormd. Basidiosporen infecteren primair wilgen. 

## Kenmerken
Aecia
Fel oranje aecia verschijnen aan de onderkant van de wilgenbladeren. Daarin worden bolvormige of ellipsvormige aeciosporen gevormd met afmetingen van 15-25 × 12-20 µm. 
Uredinia
Een 1-3 mm brede uredinia wordt ook in trossen gevormd aan de onderkant van wilgenbladeren, soms alleen aan de bovenkant. Daar worden bolvormige of breed ellipsvormige urediniosporen met afmetingen van 14–26 × 13–23 µm gevormd. De wanden zijn 2-3 µm dik en de draadvormige hyfen zijn diffuus. De parafysen zijn kopvormig.
Telia
Op de bovenzijde van wilgenbladeren worden onderhuids 1 mm brede telia gevormd. Ze zijn donker roodbruin. Teliosporen met een grootte van 25-45 × 7-17 µm. Hun wanden zijn aan de zijkanten 1 µm dik en aan de bovenkant sterk verdikt tot 5-10 µm.

## Verspreiding
De lariks-wilgenroest komt voor in Europa (Nederland, België, Finland, Groot-Brittannië, Polen). In Nederland komt hij uiterst zeldzaam voor.